# Natsuko
Natsuko (jap. なつこ, ナツコ) – żeńskie imię japońskie.

## Możliwa pisownia
Natsuko można zapisać, używając wielu różnych znaków kanji i może znaczyć m.in.:
- 夏子, „lato, dziecko”
- 奈津子
- 菜津子
- 那津子

## Znane osoby
- Natsuko Aso (夏子), japońska aktorka i piosenkarka
- Natsuko Kuwatani (夏子), japońska seiyū

## Fikcyjne postacie
- Natsuko Natsukawa (夏子), postać z serii Dokaben
- Natsuko Nishino (夏子), bohaterka anime Shugo Chara!! Doki
- Natsuko Shōno (ナツ子), bohaterka serii Kinnikuman
- Natsuko Tokiwa (奈津子), bohaterka mangi i anime Zettai Karen Children